# Любимовка (Северо-Казахстанская область)
Любимовка (каз. Любимовка) — село в Тайыншинском районе Северо-Казахстанской области Казахстана. Входит в состав Драгомировского сельского округа. Находится примерно в 36 км к западу-юго-западу (WSW) от города Тайынша, административного центра района, на высоте 190 метров над уровнем моря. Код КАТО — 596041300.

## История
Село основано в 1900 году немецкими переселенцами из Причерноморья.

## Население
В 1999 году численность населения села составляла 341 человек (172 мужчины и 169 женщин). По данным переписи 2009 года в селе проживал 291 человек (145 мужчин и 146 женщин).